# The Demo Compilation
The Demo Compilation to kompilacja utworów grupy Refused. Utwory te pierwotnie znalazły się na dwóch pierwszych demach: Refused i Operation Hearfirst (1-15). Reszta utworów to piosenki dodatkowe.

## Lista utworów
1. "Re-fused"  – 2:41
2. "Another One"  – 2:19
3. "Enough Is Enough"  – 2:07
4. "Fusible Front"  – 2:25
5. "Reach Out"  – 2:07
6. "Fudge"  – 2:33
7. "Blind"  – 3:05
8. "Back in Black" (AC DC)  – 3:36
9. "The New Deal"  – 2:13
10. "I Wish"  – 2:55
11. "Where Is Equality?"  – 2:17
12. "Who Died?"  – 1:51
13. "Burn"  – 3:32
14. "Racial Liberation"  – 2:30
15. "Hate Breeds Hate"  – 3:28
16. "I'll Choose My Side"  – 2:51
17. "The Marlboro Man Is Dead"  – 3:02
18. "Defeated"  – 2:21
19. "Live Wire"  – 3:02
20. "Gratitude"  – 2:39 (Beastie Boys)
21. [untitled] – 2:20